# Milton Friedman
Milton Friedman (31. srpnja 1912. – 16. studenog 2006.), američki ekonomist, dobitnik Nobelove nagrade za ekonomiju 1976. godine. Friedman i Keynes često se smatraju najutjecajnim ekonomistima 20. stoljeća, Keynes prve polovice, Friedman druge polovice 20. stoljeća.

## Mladost
Friedman je rođen u Brooklynu, u New Yorku, u obitelji nedavno doseljenih židovskih doseljenika Sáre Ethel (rođ Landau) i Jenő Saula Friedmana, iz Beregszász u Zakarpatiji, Kraljevina Ugarska (sada Berehove u Ukrajini), od kojih su oboje radili kao trgovci suhe robe. Ubrzo nakon Miltonova rođenja, obitelj se preselila u Rahway, New Jersey. U svojim ranim tinejdžerskim godinama, Friedman je ozlijeđen u prometnoj nesreći, koja je ostavila ožiljak na njegovj gornjoj usni. Nadareni učenik, Friedman je maturirao na Ragway High School 1928., neposredno prije svog 16. rođendana.
Godine 1932. Friedman je diplomirao na Sveučilištu Rutgers, gdje se specijalizirao u matematici i ekonomiji i početku je namjeravao postati aktuar. Tijekom svog vremena na Rutgersu, Friedman je potpao pod utjecaj dvojice profesora ekonomije, Arthura F. Burnsa i Homera Jonesa, koji su ga uvjerili da je moderna ekonomija mogla privesti kraju Veliku depresiju.
Nakon što je diplomirao na Rutgersu, Friedmanu su ponuđene dvije stipendije za diplomski rad. Jedna iz matematike na Sveučilištu Brown i druga iz ekonomije na Sveučilištu u Chicagu Friedman izabrao potonje, te tako godine 1933. stekao titulu magistra znanosti. Na njega su snažno utjecali Jacob Viner, Frank Knight i Henry Simons. U Chicagu je Friedman upoznao svoju buduću suprugu, ekonomisticu Rose Director. Tijekom školske godine 1933. – 1934.    na Sveučilištu Columbia je studirao statistiku s poznatim statističarom i ekonomistom Haroldom Hotellingom. Vratio se u Chicago školske godine 1934. – 1935., radeći kao asistent Henryju Schultzu, koji je tada radio na "teoriji i mjerenju potražnje". Te godine, Friedman je stekao ono što će se pokazati se cjeloživotnim prijateljstvom s Georgeom Stiglerom W. Allenom Wallisom.

## Državna služba
Friedman u početku nije mogao naći akademsko zaposlenje, tako da je godine 1935. slijedio svog prijatelja W. Allena Wallisa u Washingtonu, gdje je Franklin D. Roosevelt u New Deal je bio "spasitelj" za mnoge mlade ekonomiste. U ovoj fazi, Friedman je rekao kako on i njegova žena "smatraju stvaranje novih radnih programa, kao što su WPA, HGK i PWA odgovarajućim odgovorima na kritične situacije, "ali ne i" zamrzavanje cijena i plaća".
Nagovještajući svoje kasnije ideje, on vjeruje da kontrola cijena ometa bitan signalni mehanizam za korištenje sredstava gdje imaju najviše vrijednosti. Doista, Friedman je kasnije zaključio da su sve vladine intervencije povezane s New Dealom bile  "krivi lijek za krivu bolest", tvrdeći da je opskrba novcem jednostavno morala biti povećana umjesto smanjena.
U publikaciji, Monetarna povijest SAD-a, 1867-1960 Friedman i Anna J. Schwartz,  tvrde da je Velika depresija uzrokovana monetarnom kontrakcijom, što je bila posljedica loše politike središnje banke i kontinuirane krize bankarskog sustava.
Tijekom 1935. godine počeo je raditi za Nacionalni odbor za resurse, koji je tada radio na velikim anketama potrošača. Ideje ovog projekta je kasnije postala dio njegove teorije o funkciji potrošnje. Friedman je počeo zapošljavanje uz Nacionalni ured za ekonomska istraživanja tijekom jeseni 1937.  kako bi pomogao Simonu Kuznetsu u njegovom radu o profesionalnom prihodu. Ovo djelo je rezultiralo njihovim zajedničkom publikacijom "Prihoda od neovisnih stručnih praksi", koja je uvela pojmove trajnog i prolaznog dohotka, glavne komponenta u računu i hipoteze stalne dobiti koje Friedman razrađuje detaljnije godine 1950. Knjiga smatra da   profesionalno licenciranje umjetno ograničava pružanje usluga i podiže cijene.
Tijekom 1940. godine, Friedman je imenovan Docentom ekonomije na Sveučilištu Wisconsin-Madison, ali je naišao na antisemitizam u odjelu za ekonomiju i odlučio se vratiti u državnu službu. Od 1941-1943 Friedman je radio na ratnoj poreznoj politici za saveznu vlade, kao savjetnik viših dužnosnika Ministarstvo financija SAD. Kao glasnogovornik riznice tijekom 1942. zagovarao je Keynesovu politiku oporezivanja. On je pomogao osmišljavanju izmisliti poreznog sustava plaće po odbitku, jer Savezna vlada jako trebala novac za potrebe rata. On je kasnije rekao, "Ja nemam opravdanja za to, ali da bar nam nije trebalo i da bar postoji način da se to sad poništi. "

## Akademska karijera

### Počeci
Godine 1940., Friedman je prihvatio mjesto na sveučilištu Wisconsin-Madison, ali ga je napustio zbog neslaganja s fakultetom u pogledu angažmana SAD-a u Drugom svjetskom ratu. Friedman je smatrao da su Sjedinjene Države trebale ući u rat. Godine 1943., Friedman se pridružio Odjelu za ratna istraživanje na Sveučilištu Columbia (na čelu s W. Allenom Wallisom i Haroldom Hotellingom), gdje je proveo ostatak Drugog svjetskog rata radeći kao matematički statističar, s naglaskom na probleme dizajna oružja, vojne taktike, i metalurških eksperimenata.
Godine 1945, Friedman je podnio "Prihodi od neovisne stručne prakse" (koautorstvo s Kuznetsom i završeno godine 1940.) na Columbiju kao svoju doktorsku disertaciju. Sveučilište mu je dodijelilo titulu doktora znanosti godine 1946. Friedman je proveo godinu 1945. – 1946.  držeći nastavu na Sveučilištu u Minnesoti ( gdje je bio   zaposlen njegov prijatelj George Stigler). 12. veljače 1945. godine, rođen je njegov sin, David D. Friedman.

### Sveučilište Chicago
Godine 1946., Friedman je prihvatio ponudu da predaje ekonomsku teoriju na Sveučilištu u Chicagu (radno mjesto je bilo otvoreno odlaskom njegovog bivšeg profesora Jacoba Vinera na Sveučilište Princeton). Friedman će raditi za Sveučilište u Chicagu sljedećih 30 godina. Tamo je pridonio uspostavi intelektualne zajednice koja je proizvela niz nobelovaca, kolektivno poznate kao Chicago škola ekonomije.
U to vrijeme, Arthur F. Burns, koji je tada bio šef Nacionalnog zavoda za ekonomska istraživanja, zatražio da se ponovno zaposli u Zavodu. On je prihvatio poziv, i preuzeo jeodgovornost za istrage ureda o ulozi novca u poslovnom ciklusu. Kao rezultat toga, on je inicirao "radionica u novcu i bankarstvu" ("Chicago radionica"), koja je promovirala oživljavanje monetarnih studija. Tijekom druge polovice 1940-tih, Friedman je započeo suradnju s Annom Schwartz, ekonomskom povjesničarkom na zavodu, što će će u konačnici rezultirati 1963. objavljivanjem knjige u njihovom koautorstvu  "Monetarna povijest SAD-a, 1867-1960."
Friedman je proveo akademsku godinu 1954. – 1955. kao Fulbright Visiting Fellow na Gonville and Caius College, Cambridge. U to vrijeme, Cambridgeov Ekonomski fakultet je bio podijeljen na kejnezijansku većinu (uključujući Joan Robinson i Richarda Kahna) i anti-kejnezijansku manjinu (na čelu s Dennisom Robertson). Friedman je nagađali da je pozvan u zajedništvo, jer su njegovi stavovi bili neprihvatljivi za obe frakcije. Poslije su njegove tjedne kolumne za časopis "Newsweek" (1966. – 1984.)  bile dobro čitane   i sve utjecajnije među političkim i poslovnim ljudima. Od 1968. do 1978. on i Paul Samuelson sudjelovao u seriji Economics Cassette Series, dvotjednoj serijui u kojoj su ekonomisti raspravljali dnevne probleme   oko pola sata.
Friedman je bio ekonomski savjetnik republikanskog predsjedničkog kandidata Barryja Goldwatera tijekom 1964.

### Nobel za ekonomiju
Friedman je osvojio Nobelovu nagrada za ekonomiju. Bio je jedini primatelj 1976. "za postignuća u području analize potrošnje, monetarne povijesti i teorije i zbog njegove demonstraciju složenosti politike stabilizacije."

## Umirovljenje
Godine 1977., u dobi od 65 godina, Friedman je otišao u mirovinu sa Sveučilišta u Chicagu, nakon podučavanja proteklih 30 godina. On i njegova supruga preselili su se u San Franciscu, gdje je postao gostujući profesor na Federal Reserve Bank of San Francisco. Od 1977. nadalje,  bio je povezan s Hoover Institution na Sveučilištu Stanford. Tijekom iste godine, Friedmanu je prišla i Free to Choose Network i zatražio stvaranje televizijskog programa u kojem bio on predstavio svoju gospodarsku i društvenu filozofiju.
Friedmani su radili na ovom projektu iduće tri godine, a tijekom 1980. godine desetodijeljna serija, pod nazivom "Free to choose",  objavljena je na Public Broadcasting Service  (PBS). Popratna knjiga u seriji (koautori Milton i njegova supruga, Rose Friedman), također pod nazivom  "Free to choose", bila je najprodavanija dokumentarna literatura knjiga 1980. godine i od tada je prevedena na 14 svjetskih jezika.
Friedman je služio kao neslužbeni savjetnik Ronalda Reagana tijekom predsjedničke kampanje 1980., a potom je služio kao savjetnik za ekonomsku politiku u savjetodavnom odboru u ostatku Reaganove administracije. Ebenstein kaže da je Friedman bio "'guru' iz Reaganove administracije." Godine 1988. Friedman je dobio Nacionalnu medalju za znanost i Reagan mu je uručio Predsjedničku medalju za slobodu. Milton Friedman je danas poznat kao jedan od najutjecajnijih ekonomista 20. stoljeća. Tijekom 1980-ih i 1990-ih godina, Friedman je nastavio pisati uvodnike i pojavljivati se na televiziji.  Nekoliko puta je   posjetio istočnu Europu i Kinu, gdje je također savjetovao tamošnje vlade. On je također dugi niz godina bio povjerenik društva "Philadelphia".

## Znanstveni doprinosi

### Ekonomija
Friedman je najpoznatiji po oživljavanju interesa za ponudu novca kao odrednice nominalne vrijednosti proizvodnje, to jest, teoriju količinu novca. Monetarizam je skup stavova povezanih s modernom teorijom količine. Njegovi počeci mogu se pratiti natrag do škole Salamanca iz 16. stoljeća ili čak i dalje. Međutim, Friedmanov doprinos je u velikoj mjeri odgovoran za modernu popularizaciju. On je koautor, s Annom Schwartz,  "monetarne povijesti SAD-a, 1867-1960 " (1963.), koja je ispitivala uloge ponude novca i gospodarske aktivnosti u povijesti SAD-a. Upečatljiv je zaključak njihovog istraživanja u svezi načina na koji promjene ponude novca pridoniose gospodarskoj fluktuaciji. Nekoliko studija regresije s Davidom Meiselmanom tijekom 1960-tihsugeriralo je primat ponude novca preko investicija i državne potrošnje u određivanju potrošnje i proizvodnje. To   je preispitivalo prevladavajući, ali u velikoj mjeri neprovjeren, pogled na njihovu relativnu važnost. Friedmanova empirijska istraživanja, i neke teorije podržavaju zaključak da je kratkoročni učinak promjene ponude novca bio prvenstveno na izlaz, ali da je dugoročni učinak je bio prije svega na razini cijena.
Friedman je bio glavni zagovornik monetarističke škole ekonomije. On je tvrdio da postoji bliska   i stabilna veza između inflacije i ponude novca, uglavnom da se inflacija može izbjeći uz pravilnu regulaciju stope rasta monetarne baze. On je koristio slavnu analogiju o "bacanju novca iz helikoptera.", kako bi se izbjeglo mehanizama za ubrizgavanje novca i druge čimbenike koji bi njegove modele činilo prekompliciranima.
Friedmanovi argumenti su se suprotstavljali popularnom konceptu inflacije troškova, da povećana opća razina cijena u to vrijeme bila rezultat povećanja cijena nafte, odnosno povećanja plaća; kao što je on pisao,
Friedman je odbacivao korištenje fiskalne politike kao alata za upravljanje potražnjom. Smatrao je da je ulogu vlade u vođenju gospodarstva treba ozbiljno ograničiti. Friedman opširno pisao o Velikoj depresiji koju je nazvao Velika kontrakcija, tvrdeći da je uzrokovan običnim financijskim šokom čije su trajanje i ozbiljnost su uvelike povećale naknadne kontrakcije novčane mase uzrokovane pogrešnom politikom direktora središnje banke.
Friedman je također zagovarao prestanak državne intervencije na tržištima valuta,  te je umnožio ogromnu literaturu na tu temu, te promicao praksu kliznih valutnih tečajeva. Njegov bliski prijatelj George Stigler objasnio, "Kao što je uobičajeno u znanosti, nije osvojio punu pobjedu, dijelom i zbog toga je istraživanje usmjereno po različitim linijama teorije racionalnih očekivanja, novijim pristupom koji je razvio Robert Lucas, također na Sveučilištu Chicago. "
Friedman je također poznat po svom radu na funkciji potrošnje, hipoteze o stalnom prihodu (1957.), koji je sam Friedman nazivao svojim najboljim znanstvenim radom. Ovo djelo je tvrdilo da će racionalni potrošači će trošiti proporcionalnu količinu onoga što percipiraju da je njihov stalni prihod. Slučajne dobitke će uglavnom sačuvati. Porezna odbijanaj isto tako, jer racionalni potrošači predvidjeti da će se porez morati povećati kasnije zbog balansiranja proračuna. Drugi važni doprinosi su njegova kritiku Phillipsove krivulje i koncepta prirodne stope nezaposlenosti (1968.). Ova kritika povezana je s njegovim imenom, zajedno s imenom Edmunda Phelps, sa spoznajom da vlada koja donosi veću inflacije ne može trajno smanjitii nezaposlenost na taj način. Nezaposlenost može biti privremeno manja, ako je inflacija neočekivana, ali na duge staze   nezaposlenosti će biti određena trvenjima i nesavršenostima na tržištu rada.
Friedmanov esej "Metodologija pozitivne ekonomije" (1953.) ponudio je epistemološki obrazac za njegova vlastita naknadna istraživanja. Tamo je tvrdio da bi ekonomija kao znanost trebala biti bez vrijednosnih sudova zbog objektivnosti. Štoviše, korisna ekonomska teorija treba suditi ne po opisanoj situaciji nego   po svojoj jednostavnosti i plodnosti kao motor predviđanja. Na ovaj način, studenti trebaju mjeriti točnost svojih predviđanja, a ne 'ispravnost svojih pretpostavki ". Njegov argument je bio dio nadolazeće rasprave statističarima su Jerzyja Neymana, Leonarda Savagea i Ronalda Fishera.

### Statistika
Jedno od njegovih najpoznatijih doprinosa statistici bilo je sekvencijalno uzorkovanje. Friedman je učinio statističke poslove u Odjelu za ratna istraživanja na Sveučilištu Columbia. On i njegovi kolege otkrili su tehniku,  poznatu kao sekvencijalno uzorkovanje, koja je postala, prema riječima The New Palgrave Dictionary of Economics "standardna analize za kontrolu kvalitete". Rječnik dodaje, "Poput mnogih Friedmanovih doprinosa,  u retrospektivi čini izuzetno jednostavnim i očiglednim primijeniti osnovne ekonomske ideje za kontrolu kvalitete,. To je ipak mjerilo njegovog genija"

## Stajališta prema državnim politikama

### Središnja banka
Friedman je smatrao da američku središnu banku (Federal Reserve) treba ukinuti, ali pod uvjetom da opskrba novcem treba biti pod centralnom kontrolom (kao što je sustav federalnih rezervi) koja će osigurati rast količine novca po stalnoj stopi Međutim, umjesto uključivanja vlade u sve, bio je otvoren za pravi, nevladin, zlatni standardi, gdje je novac u produkciji privatnog tržišta: "Pravi zlatni standard je potpuno u skladu s [klasičnim liberalnim načelima] i ja, za jedno, ja u potpunosti u korist mjera koje promiču njegov razvoj. " On je međutim dodao ovo upozorenje, "Dopustite mi istaknuti da je ova napomena nije molba za povratak na zlatni standard ... ja smatram povratak na zlatni standard   nije ni poželjan ni izvediv - s jednom iznimkom da bi to moglo postati izvedivo ako zakonska predviđanja hiperinflacije iz našeg sadašnjeg sustava se pokažu ispravnima. On da je rekao razlog zbog kojeg to nije izvedivo, jer je" nema praktički vlade u svijetu koja je spremna predati kontrolu nad svojom domaćom monetarnom politikom. " Međutim, to može biti učinjeno, ako "biste mogli ponovno uspostaviti svijet u kojem državni proračun   iznosi 10 posto nacionalnog dohotka, u kojem vlada laissez-faire, u kojem vlade ne ometaju gospodarske aktivnosti i na koji politike punog zapošljavanja bačene u kantu za smeće ... "</ref name="Ebeling">
Friedman je smatrao sluha za slobodno bankarstvo.
Bio je kritičan prema utjecaju središnje banke na ekonomsku struku.  Godine 1993. u pismu profesoru ekonomije na Sveučilištu Texas i bivšem istražitelju House Banking odbora Robertu Auerbachu, Friedman je napisao:
"Ne mogu se sporiti s tobom da imati oko 500 ekonomista je izuzetno nezdravo. Kao što kažu, to ne doprinosi neovisnom, objektivnom istraživanju. Ti i ja znamo da je bilo cenzure objavljenih materijala. Jednako je važno, mjesto ekonomista u središnjoj banci je imalo značajan utjecaj na vrste sprovođenih istraživanja, stvarajući pristranost istraživanjem nekontroverznih tehničkih radova oko metoda, za razliku od materijalnih radova vezanih za politiku i rezultate."

### Socijalno osiguranje, socijalna pomoć i negativni porez na prihod
Nakon 1960. Friedman je napadao socijalno osiguranje s gledišta slobodnog tržišta navodeći da stvara ovisnost o socijalnoj pomoći.
Friedman je predložio zamjenu postojećeg američkih sustava socijalne skrbi s negativnim porezom na dohodak, progresivnim poreznim sustavom u kojem siromašni dobivaju osnovne prihode za život od vlade. Prema New York Timesu, Friedmanovi pogledi u svezi ovoga su utemeljeni u uvjerenju da, dok "tržišne snage ... ostvaruju divne stvari", da "ne može osigurati raspodjelu dohotka koji omogućuje svim građanima zadovoljenje osnovnih ekonomskih potreba".

### Korištenje droga
Friedman je također podržavao libertarijanske uredbe, kao što su legalizacija droge i prostitucije. Tijekom 2005. godine, Friedman i više od 500 drugih ekonomista zagovarali raspravu o ekonomskim prednostima legalizacije marihuane.

### Vojna obveza
Milton Friedman je bio glavni zagovornik dobrovoljnog služenja vojske, navodeći da je novačenje u  "neskladu sa slobodnim društvom." U djelu "Kapitalizam i sloboda", on je tvrdio da je vojni rok nepravedan i proizvoljan, sprečavanje mladiće u oblikovanju života po svojoj mjeri. Tijekom Nixonove administracije bio je na čelu odbora kako bi istražio prebacivanje na plaćene/ dobrovoljačke oružane snage. On će kasnije tvrditi da je njegova uloga u uklanjanju novačenja u Sjedinjenim Američkim Državama bilo njegovo najponosnije postignuće. Friedman je, međutim, smatrao da bi se narod mogao prisiliti na vojnu obuku kao rezervu u slučaju rata.

### Prava LGBT osoba
Friedman je bio također pobornik prava homoseksualaca. On je podržavao istospolne brakove rekavši u svezi s tim: "Ja ne vjerujem da bi trebalo biti ikakvih diskriminacija homoseksualaca."

### Ekonomska sloboda
Michael Walker iz Fraser instituta i Friedman ugostili su niz konferencija od 1986. do 1994. Cilj je bio stvoriti jasnu definiciju ekonomske slobode i metoda za njeno mjerenje. Na kraju je to rezultiralo   prvim izvješćem o svjetskoj ekonomskoj slobodi,  "ekonomske slobode u svijetu". Ovo godišnje izvješće otada daje podatke za brojne recenzirane studije te je utjecala na politiku u nekoliko zemalja.
Uz šesnaest drugih uglednih ekonomista on se protivio Zakonu o produljenja autorskih prava i dao podnesak kao amicus curiae u slučaju   Eldred v. Ashcroft. On je podržavao uključivanje riječi "no-brainer" podnesku .
Friedman je zagovarao jaču osnovnu pravnu (ustavnu) zaštitu ekonomskih prava i sloboda u cilju daljnjeg promicanja industrijsko-komercijalnog razvoja i prosperiteta i podupirao demokraciju i slobodu te općenito vladavinu prava u društvu.

## Priznanja, nagrade i utjecaj
George H. Nash, vodeći povjesničar američkog konzervativizma, kaže da je "krajem 1960-ih Friedman vjerojatno bio najcjenjeniji i najutjecajniji konzervativni znanstvenik u zemlji, i jedan od rijetkih s međunarodnom reputacijom." Friedman je dopustio libertarijanskom Cato Institutu uporabu njegovog   imena za dvogodišnju Milton Friedman nagradu za unapređenje slobode koja se očela davati od 2001. godine. Friedmanovu nagradu dobili su pokojni britanski ekonomist Peter Bauer 2002, peruanski ekonomist Hernando de Soto 2004. godine, Mart Laar, bivši premijer Estonije godine 2006., te mladi venezuelanski student Yon Goicoechea godine 2008. Njegova supruga Rose, sestra Aarona Director, s kojim je inicirao "Friedmannovu zakladu za izbor obrazovnja "  (Friedman Foundation for Educational Choice ) bila je člana međunarodnog odbora za izbor. Friedman je također   dobitnik Nobelove nagrade za ekonomiju.
Nakon Friedman smrti, predsjednik Harvarda Lawrence Summers nazvao ga je   "Velikima Osloboditeljem" rekavši "... bilo koji iskreni demokrat će priznati da smo sada svi friedmanisti." On je rekao da je Friedmanov super popularni doprinos bio "u uvjeravanju ljudi o važnosti omogućavanja rada slobodnog tržišta."
2013. Stephen Moore, član uredništva Wall Street Journala izjavio je: "Citiram naviše cijenjenog prvaka ekonomije slobodnog tržišta, od vremena Adama Smitha je postalo nešto poput citiranja Biblije." On dodaje: "Postoje ponekad i više suprotstavljenih tumačenja."

## Hong Kong
Friedman je jednom rekao, "Ako želite vidjeti kapitalizam na djelu, pođite u Hong Kong." 1990. pisao je da je ekonomija Hong Konga možda najbolji primjer slobodno-tržišne ekonomije.
Mjesec dana prije svoje smrti, napisao je članak "Hong Kong u krivu-što bi Cowperthwaite rekao?" u Wall Street Journalu, kritizirajući Donalda Tsanga, izvršnog direktora Hong Konga, za napuštanje "pozitivnog nonintervencionizma." Tsang je kasnije rekao da je samo mijenja slogan u  "veliko tržište, mala država", gdje je mala država definirana kao manje od 20% BDP-a.  U raspravi između Tsanga i njegovog suparnik, Alan Leonga, pred izbore 2007., Leong uvodi tu temu i u šali optuži Tsanga da je naljutivši Friedmana uzrokovao njegovu smrt.

### Čile
Tijekom 1975. godine, dvije godine nakon vojnog udara koji je doveo na vlast   vojnog diktatora Augusta Pinocheta   i završio vlast Salvadora Allendea, ekonomija Čilea je doživjela tešku krizu. Friedman i Arnold Harberger prihvatili poziv privatne čileanske zaklade za posjet Čileu i govoriti o načelima ekonomske slobode. On je proveo sedam dana u Čileu i održao   niz predavanja na Universidad Catolica de Chile. Jedno od predavanja pod nazivom "Krhkost slobode ", a prema Friedman, "bavio upravo prijetnjom slobodi od centralizirane vojne vlasti."
Tijekom svog posjeta Friedman se susreo s Pinochetom, koji ga je pitao za svoje "... mišljenje o čileanskoj ekonomskoj situacije i politici".
U pismu Pinochetu 21. travnja 1975., Friedman   pisao na Pinochetov zahtjev, da smatra kako su  "ključni ekonomski problemi Čilea jasno ... inflacija i promicanje zdravog socijalnog tržišnog gospodarstva".  On je naveo da "Postoji samo jedan način da se okonča inflacija: drastično smanjenje stope porasta količine novca ..." i da je "... rezanje državne potrošnje daleko najpoželjniji način smanjenja fiskalnog deficita, jer ... jača privatni sektor i time postavlaju se temelji za zdrav gospodarski rast ". Govoreći o tomu kako brzo bi inflacija trebala biti okončana, Friedman je osjetio da "za Čile, gdje inflacija bjesni na 10-20% mjesečno. .. postepenost nije izvediva. To bi uključivalo tako bolne operacije tijekom tako dugog razdoblja da pacijent ne bi preživio. " Odabir "kratkog razdoblja visoke nezaposlenosti ..." je manje zlo .. i da  "iskustvo Njemačke, Brazila ... ..., od poslijeratne prilagodbe u SAD-u ... sve skupa zagovaraju šok terapiju ". U pismu je Friedman preporučio šok-terapiju  "... paket kojim bi se uklonilo iznenađenje i ublažila akutna uznemirenost" i "... s ciljem određenosti dopustite mi skicirati sadržaj paketa prijedloga ... koje treba poduzeti kao ilustraciju ", iako   je njegov poznavanje Čileu tada bilo  " previše ograničeno da bi mogao bit precizan i sveobuhvatan". On je na popisu je "primjera prijdloga " od 8 monetarnih i fiskalnih mjera, uključujući "uklanjanje što više prepreka privatnom tržištu. Na primjer, ukinuti ... ovaj zakon protiv otpuštanja zaposlenika". Zaključio je pismo, navodeći "Takva šok-terapija mogla bi dokrajčiti   inflacije u nekoliko mjeseci". Njegovo pismo je sugeriralo da će rezanje potrošnje kako bi se smanjio fiskalni deficit rezultirati u manjoj prijelaznoj nezaposlenosti od povećanja poreza.
Sergio de Castro, čileanski diplomant čikaške škole, postao je ministra financija godine 1975. Tijekom svog šestogodišnjeg mandata, strana ulaganja su porasla, ograničenja su postavljena na štrajkove i djelovanja sindikata, a BDP je rastao svake godine.   Između Katoličkog sveučilišta u Čileu i Sveučilištu u Chicagu je dogovore program razmjene. Mnogi drugi diplomci čikaške škole su također bili imenovani u vladu tijekom i nakon Pinochetovih godina; drugi su podučavali   svoje ekonomske doktrine na čileanskim sveučilištima. Postali su poznati kao "čikaški momci" (Chicago Boys).
Friedman nije kritizirao Pinochetovu diktaturu u to vrijeme, niti ubojstva, nezakonita uhićenja, mučenja, ili druge zločine koji su do tada bili dobro poznati. Godine 1976. Friedman je branio svoju neslužbenu poziciju savjetnika riječima sa:. "Ne smatram kako je zlo za ekonomista   pružanje tehničkih gospodarskih savjeta čileanskim vlastima, više nego što bi bilo zlo za liječnika dati tehničke medicinske savjete čileanske vlade kako bi se suzbila   kuga. "
Friedman je branio svoju djelatnost u Čileu na temelju toga što je,  po njegovom mišljenju, usvajanje politike slobodnog tržišta, ne samo poboljšalo gospodarsku situaciju u Čileu, već je   također pridonijelo poboljšanju Pinochetove vladavine i naknadnom prelasku na demokraciju   tijekom 1990. godine. Ta je ideja uključena "Kapitalizmu i slobodi", u kojoj je izjavio da je ekonomska sloboda nije poželjna sama po sebi, ali je nužan uvjet za političku slobodu. U svom dokumentarcu 1980. "Free to choose "  rekao je sljedeće: "Čile nije politički slobodan sustav, i ja ne opravdavam sustav, ali ljudi tu su slobodniji nego ljudi u komunističkim društvima, jer Vlada ima manju ulogu... .. uvjetima života ljudi u posljednjih nekoliko godina su sve bolji, a ne lošije. Oni će biti još bolji riješe li se hunte da bi mogli imati slobodan demokratski sustav. "
Godine 1984., Friedman je izjavio da se on "nikada nije suzdržao od kritiziranja političkog sustava u Čileu." Godine 1991. on je rekao:.. "Ja nemam ništa dobro za reći o političkom režimu koji je nametnuo Pinochet. To je bio strašan politički režim. Pravo čudo u Čileu nije koliko dobro   je učinio ekonomski,. Pravo je čudo   da je vojna hunta bila spremna ići protiv svojih principa i podržati slobodno tržište koje su osmislili iskreni vjernici u slobodno tržište [...] U Čileu, pogon za političke slobode, koji je generirala   strane ekonomska sloboda i dobiveni gospodarski uspjeh, u konačnici je rezultirao referendumom koji je uveo političku demokraciju. Sada, napokon, Čile ima sve tri stvari: političku slobodu, ljudsku slobodu i ekonomsku slobodu. Čile će i dalje biti zanimljiv eksperiment za promatranje kako bi vidjeli   mogu li zadržati sve troje ili, sada kada ima političku slobodu, da ćee politička sloboda imati tendenciju uništiti ili umanjiti ekonomsku slobodu. " On je naglasio da su predavanja koja je održao u Čileu bila ista predavanja koja je kasnije dao u Kini i drugim socijalističkim državama.
Tijekom dokumentarnog filma iz 2000.  tv kuće PBS "The Commanding Heights" (temeljenog na knjizi), Friedman i dalje tvrdi da bi "slobodno tržište potkopalo [Pinochetovu] političku centralizaciju i politička kontrolu.", i da je kritika zbog njegove uloge u Čileu propustila njegovu glavnu tezu da je slobodnije tržište rezultiralo slobodnijim ljudima, i da je čileanska neslobodna ekonomija   uzrokovala vojnu huntu. Friedman je sugerirao da je ekonomska liberalizacija koju je onzagovarao izazvala kraj vojne vladavine i oslobodila Čile.

### Island
Friedman posjetio Island tijekom jeseni 1984. godine, sastao se s važnim Islanđanima i održao predavanje na Sveučilištu u Islanda oko "tiranije statusa quo." Sudjelovao je u živahnoj televizijskom raspravi 31. kolovoza 1984. sa socijalističkim intelektualcima, uključujući Ólafura Ragnara Grímssona, koji je kasnije postao predsjednik Islanda. Kada su se žalili da je naplaćena naknada za sudjelovanje na njegovim predavanjima na Sveučilištu te da su, dotad, predavanja gostujućih znanstvenika bila besplatna, Friedman je odgovorio da prethodna predavanja nije bila besplatna u razumnom smislu: predavanja oduvijek imaju svoje povezane troškove. Ono što je bilo važno jest tko je snosio trošak: sudionici ili ne-sudionici. Friedman je mislio da je to bilo poštenije da su samo oni koji su pohađali to plaćaju. U ovoj raspravi Friedman je također izjavio da nije dobio nikakav novac za to predavanje.

### Estonija
Iako je Friedman nikad nije posjetio Estoniju, njegova knjiga "Free to Choose " ostvarila je veliki utjecaj na tadašnjeg 32-godišnjeg premijera, Marta Laar, koji je tvrdio da je to jedina knjiga o ekonomiji koji je pročitao prije nego što je preuzeo dužnost. Laarovima reformama se često pripisuje odgovornost za transformaciju Estonije iz osiromašene sovjetske Republike u "Baltičkog tigra". Glavni element Laarovog programa bilo je uvođenje jedinstvene porezne stope. Laar je osvojio nagradu Milton Friedman 2006.  za Unapređenje slobode, koju dodjeljuje Cato Institute.

### UK
Nakon 1950. Friedman često bio pozivan na predavanja u Velikoj Britaniji, a od 1970.-tih njegove ideje su stekle veliku pozornost u konzervativnim krugovima. Na primjer, on je bio redoviti predavač na Institutu za ekonomske poslove (IEA), liberalno orijentiranom. Konzervativna političarka Margaret Thatcher pomno je pratila programe i ideje IEA i sastala se s Friedmanom tamo godien 1978. On je također snažno utjecao na Keitha Josepha, koji je postao Thatcheričin viši savjetnik za ekonomske poslove, kao i Alana Waltersa i Patricka Minforda, drugu dvojicu ključnih savjetnika.   Friedmanove zamisli su snažno utjecale Thatchericu i njezine saveznike kada je postala premijerka 1979.

## Kritike
Econometričar David Hendry kritizirao je dio djela Friedmana i Anne Schwartz iz 1982. "Monetarna kretanja". Kada je upitan o tome tijekom intervjua na islandskoj TV godine 1984., Friedman je rekao da je kritika primijenjena na različit problem od onog što su on i Schwartz rješavalite stoga nije relevantna, te također je ukazao na (prema situaciji do 1984.) nedostatak posljedičnog recenziranja među econometričarima u svezi   Hendryjevog rada. Godine 2006., Hendry je izjavio da je Friedman kriv za "ozbiljne greške" nerazumijevanju da su spomenuti "T-omjeri   prijavljeni za UK novcem bili precijenjeni za gotovo 100 posto", te je rekao, u članku objavljenom 1991. godine skupa s Neilom Ericssonom, te da odbija  "gotovo svaku empirijsku tvrdnju [...] o potražnji za UK novcem "Friedmana i Schwartzove. U radu obnovljenom 2004. potvrđena je valjanost Hendry-Ericssonovog nalaza iz 2000. godine
Nakon Friedmanove smrti 2006. godine, Keynesijanski nobelovac Paul Krugman pohvalio je Friedmana kao "velikog ekonomista i velikog čovjeka",  te je priznao njegove brojne, široko prihvaćene empirijske doprinose ekonomiji. Ipak, Krugman je kritizirao Friedmana, pišući da je "skliznuo previše olako u tvrdeći kako tržište uvijek funkcionira i da samo tržišta mogu funkcionirati. Iznimno je teško pronaći slučajeve u kojima bi Friedman priznao mogućnost da je tržište pošlo u krivo, ili da je vladina intervencija   poslužila svrsi. "
U svojoj knjizi Doktrina šoka, kanadska autorica i društvena aktivistica Naomi Klein kritizirala je Friedmanov ekonomski liberalizam,  identificirajući ga s načelima koja su vodila   restrukturiranja gospodarstava u zemljama nakon vojnih udara u zemljama kao što su Čile i Indonezija. Na temelju svoje procjene u kojoj mjeri je ono što ona opisuje kao neoliberalnu politiku doprinijelo razlici u prihodima i nejednakosti, kako Klein tako i drugi aktivist Noam Chomsky su sugerirali da je primarna uloga onoga što oni opisuju kao neoliberalizam ideološko pokriće za akumulaciju kapitala multinacionalnih korporacija .
Čileanski ekonomist Orlando Letelier tvrdio da je Pinochetova diktatura pribjegla ugnjetavanju zbog narodnog protivljenja politike čikaške škole u Čileu. Nakon govora o legalizaciji droga 1991. godine, Friedman je odgovorio na pitanje o njegovoj povezanosti s Pinochetovim režimom, rekavši da nikada nije bio savjetnik Pinocheta (što također spominje u svojem intervju godine 1984. na Islandu), ali da je skupina njegovih studenata na Sveučilištu u Chicagu bila uključena u gospodarske reforme u Čileu. Friedman je tim reformama pripisivao visoke razine gospodarskog rasta i uspostavu demokracije koja je naknadno došla u Čileu.

## Osobni život
Prema 2007. članku u časopisu Commentary, njegovi "roditelji su bili umjereno prakticirajući [Židovi], ali Friedman, nakon intenzivnog plamena   pobožnosti u djetinjstvu, je odbacio religiju uopće." Sebe je opisao kao agnostika.
Friedman opširno pisao o svom životu i iskustvima, osobito godine 1998. godini u svojim memoarima sa suprugom Rose, pod naslovom "Dvoj sretnih ljudi".  Umro u dobi od 94 godine u San Franciscu 16. studenog 2006. Još uvijek je radio kao ekonomist obavljajući izvorna ekonomska istraživanja a njegova posljednja kolumna je objavljena u Wall Street Journalu dan nakon njegove smrti . nadživjela ga je njegova supruga (koja je umrla 18. kolovoza 2009.) i njihovo dvoje djece, David, koji je anarhokapitalistički ekonomist, i kći Janet. Davidov sin, Patri Friedman, bio je izvršni direktor The Seasteading Instituta 2008. – 2011.

### Knjige i članci
- "Why Money Matters," Wall Street Journal, Nov. 17, 2006, p. A20 (zadnej riječi)
- J. Daniel Hammond and Claire H. Hammond, ed., Making Chicago Price Theory: Friedman-Stigler Correspondence, 1945-1957. Routledge, 2006. 165 str. ISBN 0-415-70078-7.
- "Reflections on A Monetary History," The Cato Journal, Vol. 23, 2004., esej
- Two Lucky People: Memoirs (with Rose Friedman) ISBN 0-226-26414-9 (1998.) excerpt and text search
- George J. Stigler, 1911-1991: Biographical Memoir, (National Academy of Sciences: 1998), online
- "The Case for Free Trade" with Rose Friedman, 1997, Hoover Digest magazine article
- Money Mischief: Episodes in Monetary History (1994) ISBN 0-15-162042-3, 28 6s tr.
- George Stigler: A Personal Reminiscence, Journal of Political Economy Vol. 101, No. 5 (Oct., 1993), str. 768–773 JSTOR
- "The Drug War as a Socialist Enterprise," in Arnold S. Trebach, ed. Friedman and Szasz on Liberty and Drugs: Essays on the Free Market and Prohibition (Drug Policy Foundation Press: 1992)
- Economic Freedom, Human Freedom, Political Freedom ISBN 1-883969-00-X (1992), kratki pamflet
- The Essence of Friedman, essays edited by Kurt R. Leube, (1987) (ISBN 0-8179-8662-6)
- "The Case for Overhauling the Federal Reserve," (1985), Challenge magazine article
- The Tyranny of the Status Quo (1984) ISBN 0-15-192379-5, 192 str.
- Free to Choose: A personal statement, with Rose Friedman, (1980.), highly influential restatement of policy views
- From Galbraith to Economic Freedom, Institute of Economic Affairs, Occasional Paper 49 (1977.)
- There's No Such Thing as a Free Lunch (1975.), columns from Newsweek magazine online version
- Unemployment versus Inflation?, Institute of Economic Affairs, Occasional Paper 44 (1975)

Social Security: Universal or Selective? with Wilbur J. Cohen (1972.)
- Capitalism and Freedom (1962.),  visoko utjecajna serija eseja koja utvrđuje
- Roofs or Ceilings?: The Current Housing Problem with George J. Stigler. (Foundation for Economic Education, 1946), 22 str. napad na kontrolu cijene najma
- "Milton Friedman’s extempore comments at the 1989 Hawaii conference: on India, Israel, Palestine, the USA, Debt and its uses, Erhardt abolishing exchange controls, Etc" http://independentindian.com/1989/05/21/milton-friedmans-extempore-comments-at-the-1989-hawaii-conference-on-india-israel-palestine-the-usa-debt-and-its-uses-etc/

### Video materijali
- The Power of Choice (2007) Free to Choose Media.
- Free to Choose (1980) (1990) Free to Choose.
- Free to Choose (1980) (1990) ideachannel.tv  Arhivirana inačica izvorne stranice od 10. prosinca 2006. (Wayback Machine)
- PRC Forum: Milton Friedman (1987) The Idea Channel  Arhivirana inačica izvorne stranice od 6. siječnja 2015. (Wayback Machine).
- Milton Friedman intervju  (1991) oko  američkog rata protiv droge.
- Monetary Revolutions (1992) The Idea Channel  Arhivirana inačica izvorne stranice od 6. siječnja 2015. (Wayback Machine).
- Money (1992) The Idea Channel  Arhivirana inačica izvorne stranice od 6. siječnja 2015. (Wayback Machine).
- Efforts in Eastern Europe to Localize Government (1993) The Idea Channel  Arhivirana inačica izvorne stranice od 6. siječnja 2015. (Wayback Machine).
- Privatization Trends in Eastern Europe (1993) The Idea Channel  Arhivirana inačica izvorne stranice od 6. siječnja 2015. (Wayback Machine).
- Health Care Reform (1992) The Idea Channel  Arhivirana inačica izvorne stranice od 6. siječnja 2015. (Wayback Machine).
- Economically Speaking -- Why Economists Disagree (1978) The Idea Channel  Arhivirana inačica izvorne stranice od 6. siječnja 2015. (Wayback Machine).
- Milton Friedman Speaks: Predavanje 01, "What is America?" and Q & A (1978) The Idea Channel  Arhivirana inačica izvorne stranice od 6. siječnja 2015. (Wayback Machine).
- Milton Friedman Speaks: Predavanje 02, "Myths That Conceal Reality" and Q & A (1978) The Idea Channel  Arhivirana inačica izvorne stranice od 6. siječnja 2015. (Wayback Machine).
- Milton Friedman Speaks: Predavanje 03, "Is Capitalism Humane?" and Q & A (1978) The Idea Channel  Arhivirana inačica izvorne stranice od 6. siječnja 2015. (Wayback Machine).
- Milton Friedman Speaks: Predavanje 04, "The Role of Government in a Free Society" and Q & A (1978.) The Idea Channel  Arhivirana inačica izvorne stranice od 6. siječnja 2015. (Wayback Machine).
- Milton Friedman Speaks: Predavanje 05, "What Is Wrong with the Welfare State?" and Q & A (1978.) The Idea Channel  Arhivirana inačica izvorne stranice od 6. siječnja 2015. (Wayback Machine).
- Milton Friedman Speaks: Predavanje 06, "Money and Inflation" and Q & A (1978.) The Idea Channel  Arhivirana inačica izvorne stranice od 6. siječnja 2015. (Wayback Machine).
- Milton Friedman Speaks: Predavanje 07, "Is Tax Reform Possible?" and Q & A (1978.) The Idea Channel  Arhivirana inačica izvorne stranice od 6. siječnja 2015. (Wayback Machine).
- Milton Friedman Speaks: Predavanje 08, "Free Trade: Producer vs. Consumer" and Q & A (1978.) The Idea Channel  Arhivirana inačica izvorne stranice od 6. siječnja 2015. (Wayback Machine).
- Milton Friedman Speaks: Predavanje 09, "The Energy Crisis: A Humane Solution" and Q & A (1978.) The Idea Channel  Arhivirana inačica izvorne stranice od 6. siječnja 2015. (Wayback Machine).
- Milton Friedman Speaks: Predavanje 10, "The Economics of Medical Care" and Q & A (1978.) The Idea Channel  Arhivirana inačica izvorne stranice od 6. siječnja 2015. (Wayback Machine).
- Milton Friedman Speaks: Predavanje 11, "Putting Learning Back in the Classroom" and Q & A (1978.) The Idea Channel  Arhivirana inačica izvorne stranice od 6. siječnja 2015. (Wayback Machine).
- Milton Friedman Speaks: Predavanje 12, "Who Protects the Consumer?" and Q & A (1978.) The Idea Channel  Arhivirana inačica izvorne stranice od 6. siječnja 2015. (Wayback Machine).
- Milton Friedman Speaks: Predavanje 13, "Who Protects the Worker?" and Q & A (1978) The Idea Channel  Arhivirana inačica izvorne stranice od 6. siječnja 2015. (Wayback Machine).
- Milton Friedman Speaks: Predavanje 14, "Equality and Freedom in the Free Enterprise System" and Q & A (1978.) The Idea Channel  Arhivirana inačica izvorne stranice od 6. siječnja 2015. (Wayback Machine).
- Milton Friedman Speaks: Predavanje 15, "The Future of Our Free Society" and Q & A (1978.) The Idea Channel  Arhivirana inačica izvorne stranice od 6. siječnja 2015. (Wayback Machine).